# セレクト女子〜優柔不断な私にドロップキック〜
『セレクト女子〜優柔不断な私にドロップキック〜』（セレクトじょし ゆうじゅうふだんなわたしにドロップキック）は、2019年2月1日よりYouTube・AlphaBoat Storiesチャンネルで配信されるドラマ。視聴者の“選択”によって恋の行方が変化する「マルチエンディング・ラブ・ストーリー」形式。

## 概要
『#アスアブ鈴木』（のちに再編集して『アストラル・アブノーマル鈴木さん』の題で映画化）、『放課後ソーダ日和』などウェブドラマを展開してきた「AlphaBoat Stories」が配信する選択式連続ドラマ。基本的には全4話で構成されるが、第1話以降は視聴者の選択によって枝分かれし、ハッピーエンドからバッドエンドまで全10種の結末が用意されている。選択によっては第3話どまり、逆に第5話まで進むこともあり、全体は20の動画コンテンツで構成している。
主人公・優奈の感情の揺らぎを表現するため、脳内をプロレスの試合で表しており、アイスリボン所属の実際のプロレスラーが演じている。優奈を演じる武田は設定上ほぼ一人芝居となり、シーンごとバラバラに撮影するため、主人公の感情の流れを把握するのが大変だったという。

## あらすじ
恋に奥手な女子大生・優奈のスマホに、ひそかに想いを寄せる同級生の賢治からLINEメッセージ。突然の連絡へ即返信？　よく考えてからLINEを返す？　究極の分かれ道、心の葛藤ドラマが始まった。

## 登場人物
優奈
演 - 武田玲奈
恋に奥手な女子高大生。優柔不断で内気だが内面の葛藤をあらわすためひとりになるとオーバーアクション。また部屋は掛け軸や大仏の被り物など、やや宗教めいたものが配置してあり影響されやすい性格を表している。
怒り
演 - 藤本つかさ
優奈の脳内の怒りの感情。赤いコスチューム。展開によっては化身である「激怒」に変身。不安とのタッグ「嫉妬」を組むことも。
不安
演 - 宮城もち
優奈の脳内の不安の感情。黒いコスチューム。悲しみとは仲が良く場面によっては連携を組む。展開によっては化身である「恐怖」に変身。怒りとのタッグ「嫉妬」を組むことも。
悲しみ
演 - 雪妃真矢
優奈の脳内の悲しみの感情。青いコスチューム。不安とは仲が良く場面によっては連携を組む。展開によっては化身である「絶望」に変身。
喜び
演 - ジュリア
優奈の脳内の喜びの感情。ピンクのコスチューム。展開によっては化身である「歓喜」に変身。
レフェリー
演 - テキーラ沙弥
4つの感情を裁く脳内のレフェリー。
母・和実
演 - 内八重友賀
優奈の母。
父・忍
演 - 柴田明良
優奈の父。ケーキを買ってくる。
賢治
演 - 狩野絹成
優奈の片思い相手。
妹・美緒
演 - 緒川佳波
優奈の妹。14歳。姉思いだが、ややおせっかい。彼氏持ち。
Selfarm
演 - Selfarm
選択によって話題となるロックバンド。PV映像が使用されている。

## スタッフ
- 監督・撮影・編集：鳥居康剛
- 脚本：袴田周太、鈴木あゆみ
- エグゼクティブプロデューサー：西谷大蔵
- 企画：谷島正之、柳原祥広
- プロデューサー：佐藤法重、島田裕子、上野境介
- 録音：宋瑞晋
- スタイリスト：匂阪真人
- ヘアメイク：松田蓉子
- 撮影助手：渡辺文
- 撮影応援：岡崎孝行
- スタイリスト助手：野中彩生、金井陽香
- ヘアメイク応援：芹川善美
- ヘアメイク助手：中島千裕
- 監督補：坂野崇博、山形啓将、深野景太
- 制作部：加藤芽生、虫狩愉司
- アシスタントプロデューサー：酒井明、新枦聖也
- サムネイルデザイン：山中啓輔
- 撮影協力：アイスリボン、BALCONIWA
- 衣装協力：ツモリチサトスリープ（ワコール）、Free’s Mart、galaxxxy、amorico
- 製作：ALPHABOAT
- 制作：ツインピークス
- 制作プロダクション：キャンター[6]
- 制作協力：アスミック・エース